# Aïkino
Aïkino (russe : Айкино, komi : Айкатыла, Aikatyla) est un village et le centre administratif du raïon d'Oust-Vym de la république des Komis en Russie.

## Géographie
Aïkino est situé sur la rive de la Vytchegda, à 96 kilomètres au nord-ouest de la capitale Syktyvkar de la république.

## Histoire
La partie la plus ancienne du village actuel, Chejam, est mentionnée pour la première fois en 1586.
Le village actuel d'Aïkino est né au début du XVIIe siècle.
Son nom est basé sur les mots Komi aika' signifiant beau-père (plus tôt peut-être 'homme') et Tyla signifiant 'deux'.
Au milieu du XIXe siècle, le volost d'Aikino a été fondé, qui comprenait la majeure partie du territoire de l'actuel raïon d'Oust-Vym.
Les habitants pratiquaient l'agriculture, l'élevage, la chasse et la pêche.
En 1943, Aikino est devenu le centre du raïon d'Oust-Vym.

## Démographie
La population d'Aïkino a évolué comme suit:
| 1926 | 1959  | 1970  | 1979  | 1989  |
| ---- | ----- | ----- | ----- | ----- |
| 537  | 2 655 | 3 736 | 3 855 | 3 895 |

| 2002  | 2010  | 2021  | - | - |
| ----- | ----- | ----- | - | - |
| 3 532 | 3 367 | 3 192 | - | - |